# سليمان القويز
سليمان عبد الرحمن القويز مصرفي سعودي يتقلد منصب محافظ المؤسسة العامة للتأمينات الاجتماعية، بالإضافة إلى رئاسة مجلس إدارة البنك السعودي الفرنسي ورئاسة مجلس إدارة شركة اتحاد اتصالات (موبايلي).
بعد ان تقلد مهمة رئاسة مجلس إدارة شركة موبايلي من اجل إعادة تصحيح مسارها اثر سقوطها بعد ان رصد سوق المال السعودي عدد من المخالفات الحسابية القانونية لم يستطيع سليمان عبد الرحمن الفويز بصفته الرئيس التنفيذي للمؤسسة العامة للتأمينات الاجتماعية رفع قيمة الرواتب الاساسية في شركة موبايلي.

## المؤهلات العلمية
- بكالوريوس في إدارة الأعمال من جامعة بورتلاند، أمريكا – 1981.
- برنامج إدارة العمليات من سيتي بنك، أثينا – 1982.
- برنامج تمويل الشركات، نيويورك – 1989.[5]